# Diisopropylnaphthaline
Diisopropylnaphthaline (DIPN) sind chemische Verbindungen aus der Gruppe der Naphthaline. Zu ihnen gehören die Isomere 1,2-, 1,3-, 1,4-, 1,5-, 1,6-, 1,7-, 1,8-, 2,3-, 2,6- und 2,7-Diisopropylnaphthalin. Im technischen Produkt, das ein Isomerengemisch darstellt, sind hauptsächlich 1,3-, 1,4-, 1,5-, 1,6-, 1,7-, 2,6- und 2,7-Diisopropylnaphthalin enthalten, wobei 2,6- und 2,7-Diisopropylnaphthalin als bevorzugte Isomere mit je etwa 40 % den Hauptteil ausmachen.

## Gewinnung und Darstellung
Diisopropylnaphthalingemische werden hauptsächlich aus Naphthalin oder Monoisopropylnaphthalin durch Alkylierungs- oder Umalkylierungsreaktionen hergestellt. Bei einer Herstellvariante wird Naphthalin mit Propen in einem Festbettreaktor über einem Alumosilikatkatalysator bei Temperaturen zwischen 160 °C und 250 °C umgesetzt. Die Zusammensetzung der resultierenden Isomerengemische kann durch die Temperatur beeinflusst werden. Eine Trennung der Isomere kann durch eine Kombination von Destillations- und Kristallisationsschritten erfolgen.

## Eigenschaften
Diisopropylnaphthalin als technisches Produkt ist eine farb- und geruchlose Flüssigkeit. 1,3- und 2,6-Diisopropylnaphthalin sind farblose Feststoffe.
| Diisopropylnaphthaline |                                                                  |                                                                  |                                                                  |                                                                  |                                                                  |                                                                  |                                                                  |                                                                  |                                                                  |                                                                  |                                                                  |
| Name                   | 1,2-                                                             | 1,3-                                                             | 1,4-                                                             | 1,5-                                                             | 1,6-                                                             | 1,7-                                                             | 1,8-                                                             | 2,3-                                                             | 2,6-                                                             | 2,7-                                                             |                                                                  |
| Andere Namen           | - Bis(isopropyl)naphthalin - Di(1-methylethyl)-naphthalen - DIPN | - Bis(isopropyl)naphthalin - Di(1-methylethyl)-naphthalen - DIPN | - Bis(isopropyl)naphthalin - Di(1-methylethyl)-naphthalen - DIPN | - Bis(isopropyl)naphthalin - Di(1-methylethyl)-naphthalen - DIPN | - Bis(isopropyl)naphthalin - Di(1-methylethyl)-naphthalen - DIPN | - Bis(isopropyl)naphthalin - Di(1-methylethyl)-naphthalen - DIPN | - Bis(isopropyl)naphthalin - Di(1-methylethyl)-naphthalen - DIPN | - Bis(isopropyl)naphthalin - Di(1-methylethyl)-naphthalen - DIPN | - Bis(isopropyl)naphthalin - Di(1-methylethyl)-naphthalen - DIPN | - Bis(isopropyl)naphthalin - Di(1-methylethyl)-naphthalen - DIPN | - Bis(isopropyl)naphthalin - Di(1-methylethyl)-naphthalen - DIPN |
| Strukturformel         |                                                                  |                                                                  |                                                                  |                                                                  |                                                                  |                                                                  |                                                                  |                                                                  |                                                                  |                                                                  |                                                                  |
| CAS-Nummer             | 94133-79-6                                                       | 57122-16-4                                                       | 24157-79-7                                                       | 27351-96-8                                                       | 51113-41-8                                                       | 94133-80-9                                                       | 24192-58-3                                                       | 94133-81-0                                                       | 24157-81-1                                                       | 40458-98-8                                                       |                                                                  |
| CAS-Nummer             | 38640-62-9 (Isomerengemisch)                                     |                                                                  |                                                                  |                                                                  |                                                                  |                                                                  |                                                                  |                                                                  |                                                                  |                                                                  |                                                                  |
| PubChem                |                                                                  | 92672                                                            |                                                                  | 117971                                                           |                                                                  | 3023652                                                          | 90390                                                            |                                                                  | 32241                                                            | 94505                                                            |                                                                  |
| Summenformel           | C16H20                                                           | C16H20                                                           | C16H20                                                           | C16H20                                                           | C16H20                                                           | C16H20                                                           | C16H20                                                           | C16H20                                                           | C16H20                                                           | C16H20                                                           | C16H20                                                           |
| Molare Masse           | 212,33 g·mol−1                                                   | 212,33 g·mol−1                                                   | 212,33 g·mol−1                                                   | 212,33 g·mol−1                                                   | 212,33 g·mol−1                                                   | 212,33 g·mol−1                                                   | 212,33 g·mol−1                                                   | 212,33 g·mol−1                                                   | 212,33 g·mol−1                                                   | 212,33 g·mol−1                                                   | 212,33 g·mol−1                                                   |
| Aggregatzustand        | flüssig                                                          | fest                                                             | flüssig                                                          | flüssig                                                          | flüssig                                                          | flüssig                                                          | flüssig                                                          | flüssig                                                          | fest                                                             | flüssig                                                          |                                                                  |
| Kurzbeschreibung       | farb- und geruchlose Flüssigkeit (Isomerengemisch)               | farb- und geruchlose Flüssigkeit (Isomerengemisch)               | farb- und geruchlose Flüssigkeit (Isomerengemisch)               | farb- und geruchlose Flüssigkeit (Isomerengemisch)               | farb- und geruchlose Flüssigkeit (Isomerengemisch)               | farb- und geruchlose Flüssigkeit (Isomerengemisch)               | farb- und geruchlose Flüssigkeit (Isomerengemisch)               | farb- und geruchlose Flüssigkeit (Isomerengemisch)               | farb- und geruchlose Flüssigkeit (Isomerengemisch)               | farb- und geruchlose Flüssigkeit (Isomerengemisch)               | farb- und geruchlose Flüssigkeit (Isomerengemisch)               |
| Schmelzpunkt           |                                                                  | 46,2 °C                                                          |                                                                  |                                                                  |                                                                  |                                                                  |                                                                  |                                                                  | 68,5 °C; 70 °C                                                   |                                                                  |                                                                  |
| Schmelzpunkt           | <−40 °C (Isomerengemisch)                                        |                                                                  |                                                                  |                                                                  |                                                                  |                                                                  |                                                                  |                                                                  |                                                                  |                                                                  |                                                                  |
| Siedepunkt             | 90 °C (0,8 Torr)                                                 | 309 °C                                                           | 315 °C 293 °C                                                    | 311 °C                                                           | 318 °C                                                           | 309 °C                                                           |                                                                  | 318 °C 290–300 °C                                                | 319 °C                                                           | 317 °C                                                           |                                                                  |
| Siedepunkt             | 290–299 °C (Isomerengemisch)                                     |                                                                  |                                                                  |                                                                  |                                                                  |                                                                  |                                                                  |                                                                  |                                                                  |                                                                  |                                                                  |
| Dichte                 |                                                                  |                                                                  | 1,0073                                                           |                                                                  |                                                                  |                                                                  |                                                                  |                                                                  | 0,965                                                            |                                                                  |                                                                  |
| Dichte                 | 0,96 g·cm−3 (Isomerengemisch)                                    |                                                                  |                                                                  |                                                                  |                                                                  |                                                                  |                                                                  |                                                                  |                                                                  |                                                                  |                                                                  |
| Löslichkeit            | praktisch unlöslich in Wasser (0,11 mg·l−1 bei 25 °C)            | praktisch unlöslich in Wasser (0,11 mg·l−1 bei 25 °C)            | praktisch unlöslich in Wasser (0,11 mg·l−1 bei 25 °C)            | praktisch unlöslich in Wasser (0,11 mg·l−1 bei 25 °C)            | praktisch unlöslich in Wasser (0,11 mg·l−1 bei 25 °C)            | praktisch unlöslich in Wasser (0,11 mg·l−1 bei 25 °C)            | praktisch unlöslich in Wasser (0,11 mg·l−1 bei 25 °C)            | praktisch unlöslich in Wasser (0,11 mg·l−1 bei 25 °C)            | praktisch unlöslich in Wasser (0,11 mg·l−1 bei 25 °C)            | praktisch unlöslich in Wasser (0,11 mg·l−1 bei 25 °C)            | praktisch unlöslich in Wasser (0,11 mg·l−1 bei 25 °C)            |
| Brechungsindex         | 1,564                                                            |                                                                  | 1,5782 (20 °C)                                                   |                                                                  |                                                                  |                                                                  |                                                                  | 1,565 (25 °C)                                                    | 1,565 (25 °C)                                                    | 1,5701                                                           |                                                                  |
| Brechungsindex         | 1,565 (Isomerengemisch)                                          |                                                                  |                                                                  |                                                                  |                                                                  |                                                                  |                                                                  |                                                                  |                                                                  |                                                                  |                                                                  |
| Wärmekapazität         | 1,71 kJ·kg−1·K−1 (Isomerengemisch bei 20 °C)                     | 1,71 kJ·kg−1·K−1 (Isomerengemisch bei 20 °C)                     | 1,71 kJ·kg−1·K−1 (Isomerengemisch bei 20 °C)                     | 1,71 kJ·kg−1·K−1 (Isomerengemisch bei 20 °C)                     | 1,71 kJ·kg−1·K−1 (Isomerengemisch bei 20 °C)                     | 1,71 kJ·kg−1·K−1 (Isomerengemisch bei 20 °C)                     | 1,71 kJ·kg−1·K−1 (Isomerengemisch bei 20 °C)                     | 1,71 kJ·kg−1·K−1 (Isomerengemisch bei 20 °C)                     | 1,71 kJ·kg−1·K−1 (Isomerengemisch bei 20 °C)                     | 1,71 kJ·kg−1·K−1 (Isomerengemisch bei 20 °C)                     | 1,71 kJ·kg−1·K−1 (Isomerengemisch bei 20 °C)                     |
| Wärmeleitfähigkeit     | 0,12 W·m−1·K−1 (Isomerengemisch bei 20 °C)                       | 0,12 W·m−1·K−1 (Isomerengemisch bei 20 °C)                       | 0,12 W·m−1·K−1 (Isomerengemisch bei 20 °C)                       | 0,12 W·m−1·K−1 (Isomerengemisch bei 20 °C)                       | 0,12 W·m−1·K−1 (Isomerengemisch bei 20 °C)                       | 0,12 W·m−1·K−1 (Isomerengemisch bei 20 °C)                       | 0,12 W·m−1·K−1 (Isomerengemisch bei 20 °C)                       | 0,12 W·m−1·K−1 (Isomerengemisch bei 20 °C)                       | 0,12 W·m−1·K−1 (Isomerengemisch bei 20 °C)                       | 0,12 W·m−1·K−1 (Isomerengemisch bei 20 °C)                       | 0,12 W·m−1·K−1 (Isomerengemisch bei 20 °C)                       |
| Flammpunkt             | >130 °C (Isomerengemisch)                                        | >130 °C (Isomerengemisch)                                        | >130 °C (Isomerengemisch)                                        | >130 °C (Isomerengemisch)                                        | >130 °C (Isomerengemisch)                                        | >130 °C (Isomerengemisch)                                        | >130 °C (Isomerengemisch)                                        | >130 °C (Isomerengemisch)                                        | >130 °C (Isomerengemisch)                                        | >130 °C (Isomerengemisch)                                        | >130 °C (Isomerengemisch)                                        |
| GHS- Kennzeichnung     | \| keine GHS-Piktogramme \|                                      | \| keine GHS-Piktogramme \|                                      | \| keine GHS-Piktogramme \|                                      | \| keine GHS-Piktogramme \|                                      | \| keine GHS-Piktogramme \|                                      | \| keine GHS-Piktogramme \|                                      | \| keine GHS-Piktogramme \|                                      | \| keine GHS-Piktogramme \|                                      | \| keine GHS-Piktogramme \|                                      | \| keine GHS-Piktogramme \|                                      | \| keine GHS-Piktogramme \|                                      |
| H- und P-Sätze         | keine H-Sätze                                                    | keine H-Sätze                                                    | keine H-Sätze                                                    | keine H-Sätze                                                    | keine H-Sätze                                                    | keine H-Sätze                                                    | keine H-Sätze                                                    | keine H-Sätze                                                    | keine H-Sätze                                                    | keine H-Sätze                                                    | keine H-Sätze                                                    |
| H- und P-Sätze         | keine EUH-Sätze                                                  |                                                                  |                                                                  |                                                                  |                                                                  |                                                                  |                                                                  |                                                                  |                                                                  |                                                                  |                                                                  |
| H- und P-Sätze         | keine P-Sätze                                                    |                                                                  |                                                                  |                                                                  |                                                                  |                                                                  |                                                                  |                                                                  |                                                                  |                                                                  |                                                                  |
| Toxikologische Daten   | > 3900 mg·kg−1 (LD50, Ratte, oral)                               | > 3900 mg·kg−1 (LD50, Ratte, oral)                               | > 3900 mg·kg−1 (LD50, Ratte, oral)                               | > 3900 mg·kg−1 (LD50, Ratte, oral)                               | > 3900 mg·kg−1 (LD50, Ratte, oral)                               | > 3900 mg·kg−1 (LD50, Ratte, oral)                               | > 3900 mg·kg−1 (LD50, Ratte, oral)                               | > 3900 mg·kg−1 (LD50, Ratte, oral)                               | > 3900 mg·kg−1 (LD50, Ratte, oral)                               | > 3900 mg·kg−1 (LD50, Ratte, oral)                               | > 3900 mg·kg−1 (LD50, Ratte, oral)                               |
| keine GHS-Piktogramme  |                                                                  |                                                                  |                                                                  |                                                                  |                                                                  |                                                                  |                                                                  |                                                                  |                                                                  |                                                                  |                                                                  |

## Verwendung
Diisopropylnaphthalin wird als Ersatzstoff für polychlorierte Biphenyle und als Lösungsmittel für Farbstoffe in Selbstdurchschreibepapieren eingesetzt. Allein in Japan und Deutschland werden jährlich jeweils 10.000 Tonnen des DIPN-Isomerengemisches hergestellt. Das DIPN bereitet Probleme beim Recycling von Altpapier, wenn dieses anschließend als Verpackungsmaterial im Lebensmittelbereich eingesetzt wird, da es beim Recyclingprozess nicht entfernt wird und beim Fehlen einer zusätzlichen Umverpackung auf die Lebensmittel übergehen kann. Zurzeit (Stand 2001) sind zwar keine konkreten gesundheitlichen Bedenken zu DIPN bekannt, jedoch sollte laut Ansicht des Bundesinstitutes für gesundheitlichen Verbraucherschutz und Veterinärmedizin im Sinne des allgemeinen Minimierungsgebotes der Gehalt von DIPN so gering wie technisch möglich gehalten werden. Toxikologisch sind die DIPN laut einer Untersuchung des Bundesinstitut für Risikobewertung (Stand 2011) unbedenklich, da die Alkylsubstitution des aromatischen Rings eine Ringoxidation und damit die Umwandlung zu toxischen Reaktionsprodukten verhindert. 2,6-DIPN ist funktionell und strukturell identisch mit natürlich vorkommenden Pflanzenwachstumsregulatoren in Kartoffeln und wird deshalb auch als Keimstoppmittel für Kartoffeln eingesetzt.